# 超人智能
超人智能控股有限公司，簡稱超人智能和航空互聯（英語：SuperRobotics Holdings Limited，港交所：8176），在1994年，由當時主席及執行董事Natalie N Rajewski，於當時英屬處女群島成立「Blu Spa Group Limited」（前身「Slivergate Resources Limited」），上市公司前身「富麗花·譜控股有限公司」、「中國金豐集團控股有限公司」、「EDS Wellness Holdings Limited」、航空互聯集團有限公司（SkyNet Group Limited）。
其後在1999年，當時副主席和大股東陳彩霞和配偶羅堅明，於香港（總部）成立「富麗花．譜（香港）有限公司」，主要代理、生產、推廣和銷售「BLU SPA」化粧品產品等，當時代言人鄭希怡。
股份在2002年2月19日於港交所創業板上市。當時配售價格為0.3港元，配售股份為1.43億股，集資額為1800萬港元。當時行政總裁呂璧慧（於2001年入股後加入）聲言上市有望虧轉盈，同時開拓於內地經營業務，但在上市不足1年，當時行政總裁呂璧慧在2002年5月10日以私人理由辭職，其後仍未取得所有衛生檢查許可證，需要應收帳款總額約155萬港元呆帳。
2007年，該公司遭港交所嚴厲讉責前4名董事，內容發現有關公司根本未就分銷商經營業務所在的每個市場，取得分銷集團產品所需的所有牌照。公告所載實況未有在招股章程內文反映，使上述陳述在各重大方面不準確及不完整，以致誤導股東及投資者。
2014年6月，高振順家族財團永恒策略，以40,000,000股（75.30%）收購該公司股份，總代價為40,000,000港元。12月，該公司出售Blu Spa Group Limited給前主席于鎮華，總代價為3,000,000港元。
2015年，蔡朝陽代興航有限公司，以及5個投資者（包括First Bonus（高振順私營公司）），以總代價為138,000,000港元（345,000,000股或0.4港元）收購該公司股份。
2020年8月14日，超人智能公布，该公司的英文名称已由“SuperRobotics Limited”更改为“SuperRobotics Holdings Limited”，而其第二中文名称已由“超人智能有限公司”更改为“超人智能控股有限公司”，均自2020年6月5日起生效。
董事會主席為蔡朝陽，業務在香港從事銷售美容產品及提供療程服務。

## 外部連結
- irasia.com/listco/hk/skynet/index.htm （页面存档备份，存于）